# Giscó (senador)
Giscó (en púnic: 𐤂‬𐤓𐤎𐤊‬𐤍‬ grskn; en grec antic: Γίσκων, llatí: Gisco) va ser un senador cartaginès que va parlar davant l'assemblea del poble a Cartago per oposar-se a les condicions de pau proposades per Escipió l'Africà després de la batalla de Zama el 202 aC. Hanníbal Barca, que pensava que era millor acceptar les condicions, el va interrompre i el va fer fora de l'estrada. Més tard es va disculpar, dient que havia estat tant de temps ocupat a la guerra que havia oblidat les maneres de les assemblees civils.